# Сарбіцько
Сарбіцько (пол. Sarbicko) — село в Польщі, у гміні Тулішкув Турецького повіту Великопольського воєводства. Населення — 404 особи (2011).
У 1975—1998 роках село належало до Конінського воєводства.

## Демографія
Демографічна структура станом на 31 березня 2011 року:
|          | Загалом | Допрацездатний вік | Працездатний вік | Постпрацездатний вік |
| -------- | ------- | ------------------ | ---------------- | -------------------- |
| Чоловіки | 197     | 39                 | 143              | 15                   |
| Жінки    | 207     | 47                 | 123              | 37                   |
| Разом    | 404     | 86                 | 266              | 52                   |